# Sammanfattning av krigsförloppet på östfronten under andra världskriget
Följande artikel är en kronologisk sammanställning över krigsförloppet på östfronten under andra världskriget (omfattar perioden 22 juni 1941 till 8 maj 1945).
1941
- Juni - Operation Barbarossa inleds från Ostpreussen den tyskockuperade delen av Polen, Slovakien och Rumänien. Några dagar senare förklarar även Ungern och Finland krig. Tyska trupper avancerar i Litauen och Vitryssland.
- Juli - På norra frontavsnittet invaderas Lettland och på södra frontavsnittet Moldavien. De stora framgångarna för tyskarna är dock i centern där stora segrar uppnås och Smolensk intas.
- Augusti - Estland erövras och tyskarna rycker fram mot Leningrad. I söder är de tyska framgångarna inte lika stora och trupper från centern avdelas för att anfalla de sovjetiska försvararna vid Kiev.
- September - Belägringen av Leningrad inleds. Kiev erövras med stora mängder krigsfångar.
- Oktober - Efter fortsatta framgångar närmar sig den tyska centern Moskva. I söder avancerar tyskarna i Ukraina och på Krimhalvön där Sevastopol belägras.
- November - Tyskarna förnyar offensiven mot Moskva men den tappar ändå i kraft. I söder möts den tyska offensiven i Ukraina av sovjetisk motoffensiv vid Rostov.
- December - En sovjetisk motoffensiv inleds vid Moskva.

1942
- Senvintern. Tyskarna har stoppat den ryska motoffensiven.
- Juni-sep. Stora tyska framgångar på det södra frontavsnittet. Sevastopol (slaget om Sevastopol faller och man tränger fram till Stalingrad och norra Kaukasus.
- Slutet av augusti- slaget om Stalingrad inleds.
- hela hösten. Slaget om Stalingrad rasar. Tyskarna är nära att erövra staden men i slutet av november inleds en rysk motoffensiv som under vintern tvingar fram en tysk kapitulation.

1943
- 2 februari. Tyskarna kapitulerar i Stalingrad, man har förlorat uppemot en halv miljon man i döda, sårade och krigsfångar.
- Tyskarna utrymmer Kaukasusområdet efter nederlaget vid Stalingrad.
- Våren. Hårda strider om staden Charkiv i östra Ukraina. Staden byter "ägare" flera gånger.
- Juli. Slaget vid Kursk, som slutar med sovjetisk seger. Initiativet övergår nu definitivt till Sovjetunionen.
- Resten av året. Oavbruten sovjetisk offensiv som pressar tillbaka de tyska styrkorna.

1944
- Jan. Belägringen av Leningrad bryts. Den har då krävt livet på omkring 1 miljon Leningradbor.
- Juni. Sovjetunionen inleder Operation Bagration. En enorm offensiv på det centrala frontavsnittet krossar i princip armegrupp Mitte.
- Augusti. Sovjetunionen är i stort sett befriat. Röda armén står strax utanför det tyska riket.
- Hösten. Ryska offensiver på det södra frontavsnittet leder till att Belgrad faller och tyskarna körs ut ur Jugoslavien

1945
- Mitten av januari. En enorm rysk offensiv över hela östfronten inleds (Vistula-Oder-offensiven).
- Början av februari. De ryska tätgrupperna står endast 70 km från Berlin.
- Mitten av april. Slaget om Berlin inleds med en insats av 2,5 miljoner ryska soldater.
- 2 maj. Berlin kapitulerar. Kriget på östfronten är i stort sett slut. Adolf Hitler begår självmord 30 april.
- 8 maj Tyskland kapitulerar villkorslöst på samtliga fronter. Kriget mellan Nazityskland och Sovjetunionen har krävt cirka 27 milj. sovjetiska liv.